# Wunwand
La Wunwand est une montagne qui s’élève à 3 061 m d’altitude dans les Hohe Tauern, en Autriche.